# 平野詩乃
平野 詩乃（ひらの しの、2001年6月16日 - ）は日本のタレントである。出身は神奈川県、血液型はA型。所属はサンミュージックプロダクション。立教大学卒。

## 人物
- 身長は173cm[2]、趣味は野球観戦、歌、ギター、ダンス[2]。

## 出演番組

### ドラマ
- 第三の時効（2021年11月29日、テレビ東京） - 本間ありさの友人 役
- 恋学 (2024年12月30日-31日、TOKYO MX) - 田町薫子 役[3]

### 教養番組
- NHK高校講座「日本史」（2020年 - 2022年版）

### バラエティー番組
- ワイドナショー（2019年、フジテレビ）
- 旅する観光列車 -あの絶景と絶品グルメを求めて- 第18･22・23・35回（鉄道チャンネル）
- いい伊豆みつけた（2021年7月[4] - 2022年3月[5]・2025年3月 - 、伊豆急ケーブルネットワーク）
  - 夏の思い出　伊豆のおすすめスポット特集（2021年7月第4週）
  - ぜひ行ってほしいおすすめのお店！！（2021年8月第4週）
  - 河津の春は桜色！（2022年1月第4週）
  - 愛犬と楽しむ伊豆高原（2022年2月第4週）
  - わが町自慢のおススメはこれ（2022年3月第3週）
  - 散策と体験で味わう充実の伊豆山（2025年3月第4週）[6]
- 全力坂「石坂篇」（2022年3月23日、テレビ朝日）
- LOVEかわさき（2024年4月 - 、テレビ神奈川） - プレゼンター[7]

### 競馬番組
- 中央競馬全レース中継（グリーンチャンネル） - 中山・東京パドックキャスター（不定期出演）[8][9]

## 音楽ライブ
- LIVE「The Celt Garden Live 〜祈りと願いをこめて〜」（2022年6月18日 昼公演、六本木クラップス） - ゲストボーカル[2][10]